# Distrito de Verviers
El Distrito de Verviers (en francés: Arrondissement de Verviers; en neerlandés: Arrondissement Verviers; en alemán: Verwaltungsbezirk Verviers) es uno de los cuatro distritos administrativos de la Provincia de Lieja, Bélgica. 
Posee la doble condición de distrito administrativo y judicial, sin embargo sólo los municipios francófonos forman parte del distrito judicial de Verviers. Los municipios pertenecientes a la Comunidad Germanófona de Bélgica forman su propio distrito judicial bajo el nombre de distrito judicial de Eupen. 

## Lista de municipios
- Amel
- Aubel
- Baelen
- Büllingen
- Burg-Reuland
- Bütgenbach
- Dison
- Eupen
- Herve
- Jalhay
- Kelmis
- Lierneux
- Limbourg
- Lontzen
- Malmedy
- Olne
- Pepinster
- Plombières
- Raeren
- Sankt-Vith
- Spa
- Stavelot
- Stoumont
- Theux
- Thimister-Clermont
- Trois-Ponts
- Verviers
- Waimes
- Welkenraedt

- Datos: Q93989